# Maksim Turow
Maksim Władimirowicz Turow, ros. Максим Владимирович Туров (ur. 7 grudnia 1979) – rosyjski szachista, arcymistrz od 1999 roku.

## Kariera szachowa
Pierwsze sukcesy na arenie międzynarodowej zaczął odnosić w drugiej połowie lat 90. XX wieku. W 1996 r. zwyciężył w cyklicznym turnieju First Saturday (edycja FS11 GM) w Budapeszcie, w tym samym roku reprezentował również Rosję na rozegranych w Rymawskiej Sobocie mistrzostwach Europy juniorów do 18 lat. W 1997 r. zajął II m. w Budapeszcie (First Saturday FS08 GM, za Aleksandrem Michalewskim) oraz zdobył brązowy medal mistrzostw Rosji juniorów do 20 lat, natomiast w 1998 r. podzielił I m. w Niżnym Nowogródzie (jeden z turniejów eliminacyjnych Pucharu Rosji), wspólnie z m.in. Stanisławem Wojciechowskim oraz Jurijem Bałaszowem. W 2000 r. zdobył w Warnie brązowy medal akademickich mistrzostw świata.
W kolejnych latach odniósł wiele sukcesów w turniejach międzynarodowych, m.in.:
- 2000 – dz. I m. w Chanii (wspólnie z Giorgim Bagaturowem),
- 2001 – I m. w Québecu),
- 2003 – I m. w Budapeszcie (turniej Elekes),
- 2005 – I m. w Dieren,
- 2008 – I m. w Salechardzie,
- 2009 – dz. I m. w Retimno (wspólnie z m.in. Kıvançem Haznedaroğlu i Elshanem Moradiabadim), dz. I m. w Eforie (wspólnie z Mariusem Manolache), dz. I  m. w Latschach (wspólnie z Arkadijem Rotsteinem),
- 2010 – I m. w Ćennaju, dz. I m. w Eforie (wspólnie z Aleksiejem Gawryłowem i Mariusem Manolache), dz. I m. w Taszkencie (memoriał Gieorgija Agzamowa, wspólnie z Witalijem Hołodem, Rinatem Żumabajewem i Siarhiejem Żyhałką), dz. I m. w Bhubaneswarze (wspólnie z Dmitrijem Kokariewem, Baskaranem Adhibanem, Aleksiejem Aleksandrowem, Aleksiejem Driejewem i Martynem Krawciwem), dz. I  m. w Jyväskyli (wspólnie z m.in. Tomi Nybäckiem), I m. w Haarlemie,
- 2011 – dz. I m. w Dieren (wspólnie z Władimirem Georgiewem i Jurijem Wowkiem), dz. I m. w Haarlemie (wspólnie z Robinem van Kampenem),
- 2012 – I m. w Wijk aan Zee (turniej Tata Steel–GMC), I m. w Taszkencie (memoriał Gieorgija Agzamowa, wspólnie z Micheilem Mczedliszwilim i Antonem Filippowem), dz. I m. w Norderstedt (wspólnie z m.in. Artursem Neiksansem i Niclasem Huschenbethem),
- 2013 – I m. w Vellmarze,
- 2014 – I m. w Sewilli[2], dz. I m. w Oslo (wspólnie z Janem Werle i Jurijem Sołodowniczenko)[3].

Najwyższy ranking w dotychczasowej karierze osiągnął 1 maja 2012 r., z wynikiem 2667 punktów zajmował wówczas 86. miejsce na światowej liście FIDE, jednocześnie zajmując 22. miejsce wśród rosyjskich szachistów.

## Życie prywatne
Żoną Maksima Turowa jest rosyjska arcymistrzyni Irina Turowa.